# Yantongshan
Yantongshan är en ort i Kina. Den ligger i provinsen Jilin, i den nordöstra delen av landet, omkring 94 kilometer sydost om provinshuvudstaden Changchun.
Runt Yantongshan är det ganska tätbefolkat, med 129 invånare per kvadratkilometer. Det finns inga andra samhällen i närheten. Trakten runt Yantongshan består till största delen av jordbruksmark.
Genomsnittlig årsnederbörd är 1 149 millimeter. Den regnigaste månaden är juli, med i genomsnitt 271 mm nederbörd, och den torraste är januari, med 15 mm nederbörd.